# الولادتان المقدستان
يشير مصطلح مهرجانا الولادتين أو الولادتان المقدستان إلى يومين مقدّسين متتاليين في التقويم البهائي يُحتفل فيهما بولادة شخصيتين مركزيتين في الديانة البهائية، وهما الباب وبهاء الله. يُصادف يوم ولادة الباب اليوم الأول من شهر محرم في التقويم الهجري (20 أكتوبر 1819)، بينما وُلد بهاء الله في اليوم الثاني من محرم قبل ذلك بعامين، أي في 12 نوفمبر 1817.

## الاحتفال
تُراعى هاتان المناسبتان في اليومين الأول والثاني بعد ظهور الهلال الثامن الجديد بعد نوروز، وفقًا لحسابات فلكية مُعدة سلفًا باستخدام طهران كنقطة مرجعية. ونتيجة لذلك، تتنقل تواريخ الاحتفال بالولادتين المقدّستين من عام إلى آخر ضمن أشهر مشيئة، وعلم، وقدرة من التقويم البهائي، أي بين منتصف أكتوبر ومنتصف نوفمبر بحسب التقويم الميلادي.

### التقاليد القديمة
قبل عام 2015 وقرار بيت العدل الأعظم، كانت هاتان المناسبتان تُحتفلان بهما في اليومين الأول والثاني من شهر محرم وفقًا للتقويم الهجري القمري في الشرق الأوسط، بينما كانت بلدان أخرى تحتفل بهما حسب التقويم الميلادي في 20 أكتوبر (لمولد الباب) و12 نوفمبر (لمولد بهاء الله).

### احتفالات خاصة
في عامي 2017 و2019، نُظّمت احتفالات خاصة حول العالم بمناسبة الذكرى المئويتين لمولدي الباب وبهاء الله. وفي أكتوبر 2017، بعث بيت العدل الأعظم برسالة إلى "جميع الذين يحتفلون بمجد الله"، تناولت مغزى حياة بهاء الله والأنشطة البهائية الراهنة، استلهامًا من الذكرى المئوية الثانية لمولده.

## الأهمية
يُعدّ مفهوم "المظهران الإلهيان" من المبادئ الأساسية في العقيدة البهائية، ويصف العلاقة بين الباب وبهاء الله. يُعتبر كلاهما "مظهرًا إلهيًا" مستقلًا، إذ أسّس كل منهما ديانة منفصلة — البابية والديانة البهائية — وكشف عن كتب مقدسة خاصة به. ومع ذلك، يرى البهائيون أن رسالتي الباب وبهاء الله مترابطتان ترابطًا لا انفصام له: فقد كانت مهمة الباب التمهيد لمجيء "من يُظهره الله"، الذي ظهر لاحقًا في شخص بهاء الله. ولهذا السبب، يُوقّر البهائيون كليهما بوصفهما شخصيتين مركزيتين في ديانتهم.
وتُعقد مقارنة بين العلاقة التي تربط بهاء الله بالباب، والعلاقة بين عيسى المسيح ويوحنا المعمدان في التقليد المسيحي.
وفي الكتاب الأقدس، كتب بهاء الله أن يوم مولده ويوم مولد الباب يُحسبان يومًا واحدًا في نظر الله.